# Élisabeth-Christine de Brunswick-Wolfenbüttel
Élisabeth-Christine de Brunswick-Wolfenbüttel (née le 28 août 1691 à Brunswick, morte le 21 décembre 1750 à Vienne) est impératrice du Saint-Empire, reine de Germanie, de Bohême, de Hongrie, de Sardaigne, de Sicile et de Naples, archiduchesse d'Autriche, duchesse de Bourgogne, de Milan, de Brabant, de Luxembourg, de Limbourg et de Parme et comtesse de Flandre et de Hainaut par son mariage avec Charles VI. Elle est renommée pour sa beauté, et pour être la mère de l'impératrice Marie-Thérèse d'Autriche.

## Biographie

### La princesse protestante

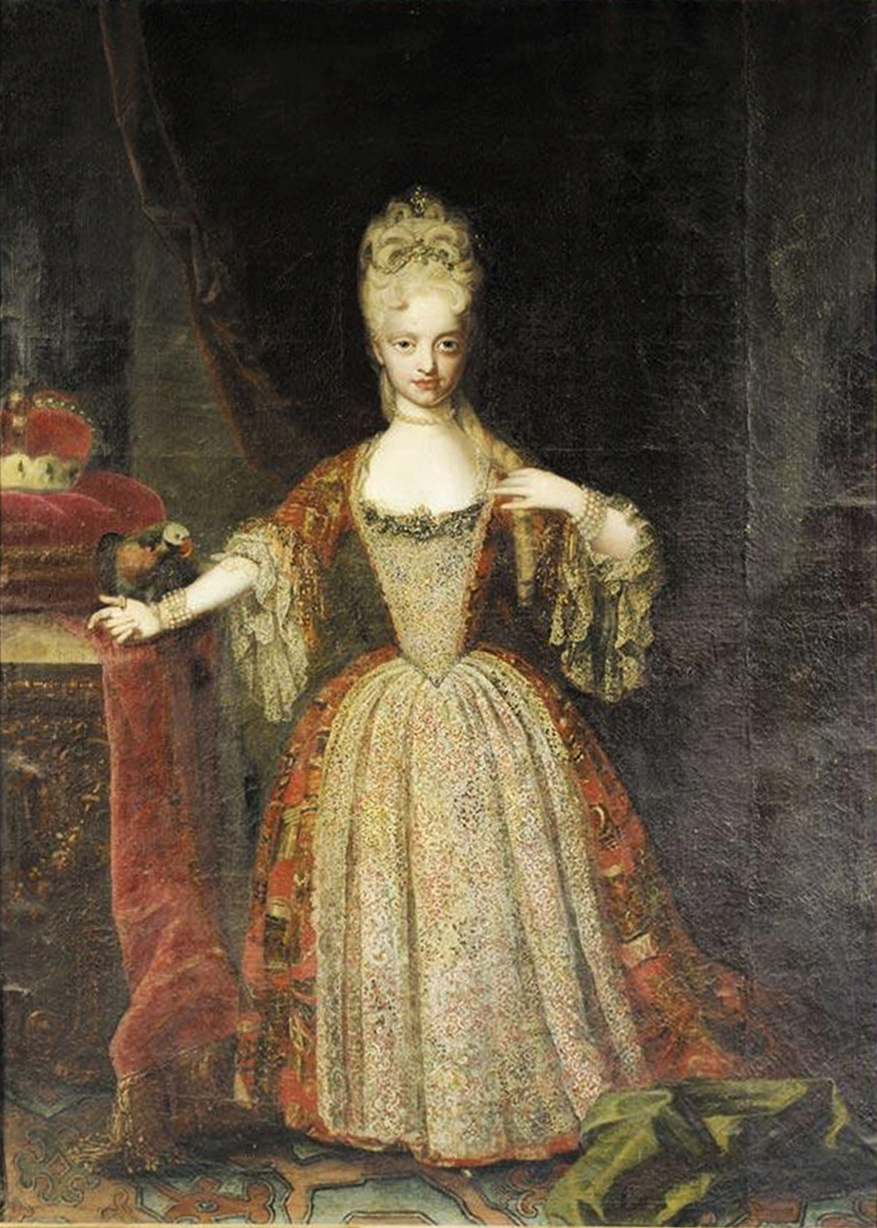
Élisabeth-Christine enfant.

Élisabeth-Christine est la fille aînée de Louis-Rodolphe, duc de Brunswick-Lunebourg et de sa femme la princesse Christine-Louise d'Oettingen-Oettingen.
Dès l'âge de treize ans, en 1704, elle est fiancée au futur empereur Charles VI alors prétendant au trône d'Espagne sous le nom de Charles III, grâce à des négociations entre son grand-père Antoine-Ulrich, duc de Brunswick-Wolfenbüttel et la belle-sœur de Charles, l'impératrice Wilhelmine-Amélie de Brunswick-Lunebourg, fille de Jean-Frédéric, duc de Brunswick-Lunebourg, qui appartenait donc à une autre branche de la famille.
Cependant, la jeune Élisabeth-Christine qui n'a pas 15 ans, attachée à son protestantisme originel, refuse d'abord ce mariage qui lui impose de se convertir au catholicisme et menace même de se suicider. Elle finit par l'accepter et se convertit le 1er mai 1707 à Bamberg.

### La reine Très Catholique

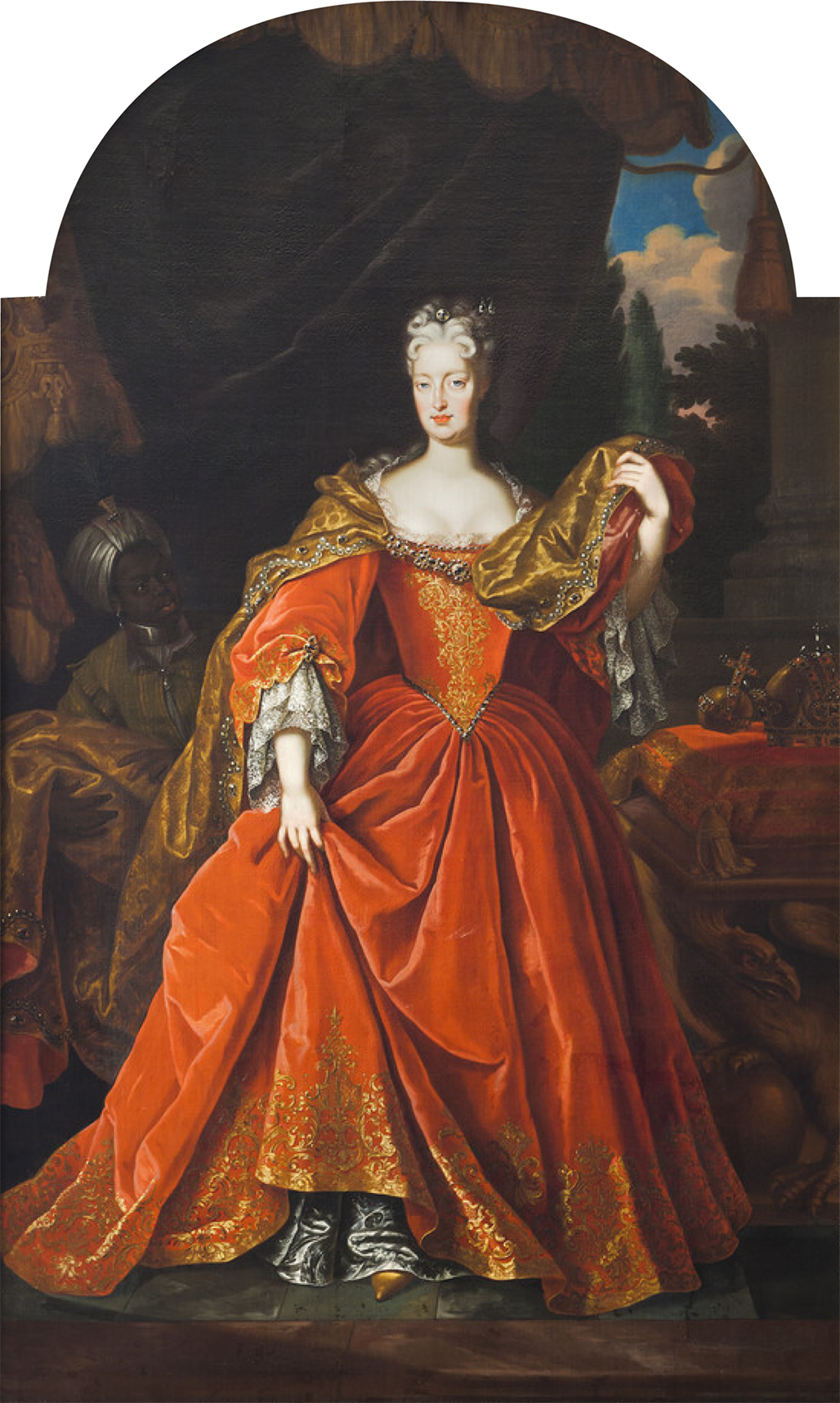
L'impératrice

La Guerre de succession d'Espagne fait rage. Son futur mari, roi titulaire d'Espagne, sous le nom de Charles III, règne en fait sur la Catalogne qui s'est ralliée à lui et combat les armées du roi titulaire Philippe V d'Espagne, certes choisi par le défunt Charles II d'Espagne, mais qui n'est pas un membre de la Maison de Habsbourg. Charles III a établi sa résidence à Barcelone. 

En avril 1708, le cortège nuptial se met en route. Après un détour par Vienne où la jeune princesse est présentée au couple impérial, à l'impératrice-mère et à la cour qu'elle conquiert par son charme et sa beauté, la princesse embarque à Gênes et, sous la protection de la marine Anglaise, vogue jusqu'à Barcelone qu'elle atteint fin juillet. Les noces sont célébrées le 1er août peu avant le 17e anniversaire de la nouvelle "reine d'Espagne". 

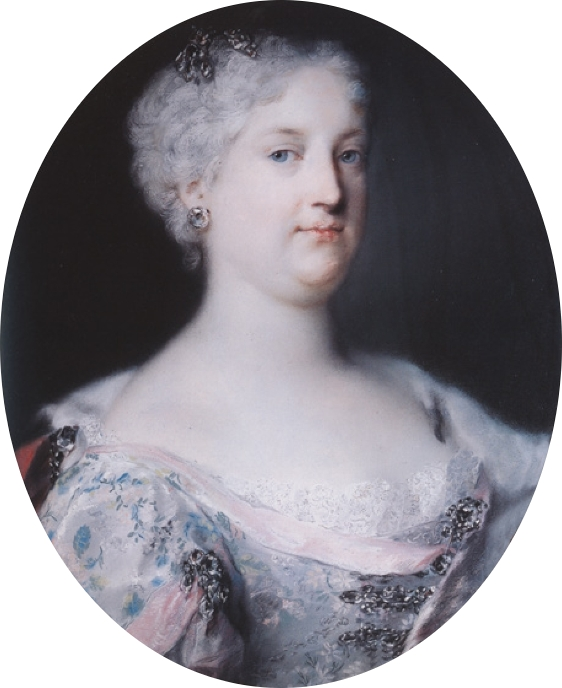
L'impératrice Élisabeth-Christine vers 1720.

Le roi, qui a 23 ans, repart immédiatement combattre son rival, à peine plus âgé que lui. Il confie la régence de ses royaumes à sa jeune épouse. Son rival fait de même. Tandis que leurs jeunes souverains se combattent, l'Espagne est gouvernée par deux jeunes mariées de 17 et 20 ans. En 1711, une épidémie de variole se répand en Europe, emportant en avril l'empereur Joseph Ier du Saint-Empire, frère aîné de Charles III et le Dauphin de France et, en mai, trois enfants du duc Léopold Ier de Lorraine. Ne laissant que deux filles (de plus mineures) qui ne pouvaient être élues à la dignité impériale, la couronne impériale est confiée à Charles, roi d'Espagne sous le nom de Charles III et maintenant empereur sous le nom de Charles VI. L'Europe s'inquiète. De nouveau, la Maison de Habsbourg domine un empire sur lequel le soleil ne se couche jamais. L'alliance de l'Angleterre devenant moins sûre, Charles VI renonce à l'Espagne et négocie une paix de compromis. Le couple impérial et royal quitte Barcelone pour Vienne. La paix est signée la même année.

### Une destinée brillante mais un mariage stérile
Le mariage brillant d'Elisabeth-Christine propulse les princesses de la Maison de Brunswick sur le devant de la scène. Tandis que la sœur d'Élisabeth-Christine, Charlotte, épouse en 1714 le tsarévitch Alexis Petrovitch de Russie, sa nièce Élisabeth-Christine de Brunswick-Wolfenbüttel-Bevern épouse en 1733 Frédéric II de Prusse, dans les deux cas pour le plus grand malheur des deux princesses.  
Ayant signé la paix, l'empereur est confronté à un autre problème dynastique. Son mariage est stérile. Faute de descendant mâle, l'empereur promulgua la Pragmatique Sanction qui définissait les règles successorales du patrimoine de sa maison. À savoir, à défaut de successeur mâle, ses filles auraient la priorité sur celles de son défunt frère. Plus tard, il marie d'ailleurs très avantageusement ses deux nièces aux deux princes catholiques les plus importants de l'Empire : l'aînée, Marie-Josèphe, à Auguste III, électeur de Saxe et roi de Pologne, et la cadette, Marie-Amélie, à l'Électeur de Bavière, futur Charles VII oubliant peut-être que ses neveux par alliance pourraient un jour convoiter la couronne impériale et les terres patrimoniales de leur belle-famille.
Trois ans plus tard, l'impératrice donne le jour à un fils, mais le nourrisson ne survit pas. Le couple impérial a en tout quatre enfants dont deux parviennent à l'âge adulte, Marie-Thérèse en 1717 et Marie-Anne en 1718.

### Le prince lorrain

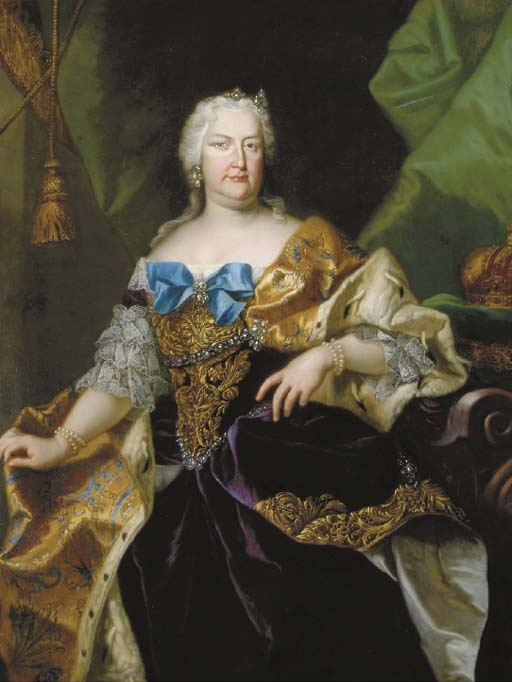
L'impératrice Élisabeth-Christine en 1735.

En 1723, arrive à la cour le jeune prince François-Etienne de Lorraine : l'héritier du duché de Lorraine et de Bar vient terminer sa formation à la cour de Vienne où la famille ducale de Lorraine a vécu en exil après l'invasion de ses duchés par la France de 1633 à 1697. Le duc Léopold Ier de Lorraine, père du prince mais aussi neveu et filleul de l'empereur Léopold Ier y est né et y a été élevé en compagnie de ses cousins germains les futurs empereurs Joseph Ier et Charles VI. 
La grand-mère paternelle du jeune prince est d'ailleurs une archiduchesse d'Autriche. Le jeune prince se retrouve en famille et d'aucuns pensent déjà — à Lunéville comme à Vienne —  à une union entre l'adolescent et l'archiduchesse Marie-Thérèse, fille aînée de l'Empereur, ce qui advient à la fin de la guerre de Succession de Pologne en 1736 pour le plus grand bonheur de l'archiduchesse : chose assez exceptionnelle pour une princesse de l'époque et en milieu curial, ce mariage dynastique est aussi un mariage d'amour. Quatre ans plus tard, après une guerre désastreuse contre les Turcs, l'empereur meurt et Marie-Thérèse se retrouve seule face à des responsabilités pour lesquelles elle n'a pas été formée. À peine âgée de 23 ans et sans expérience politique et enceinte de six mois, elle n'a elle-même que trois filles. 

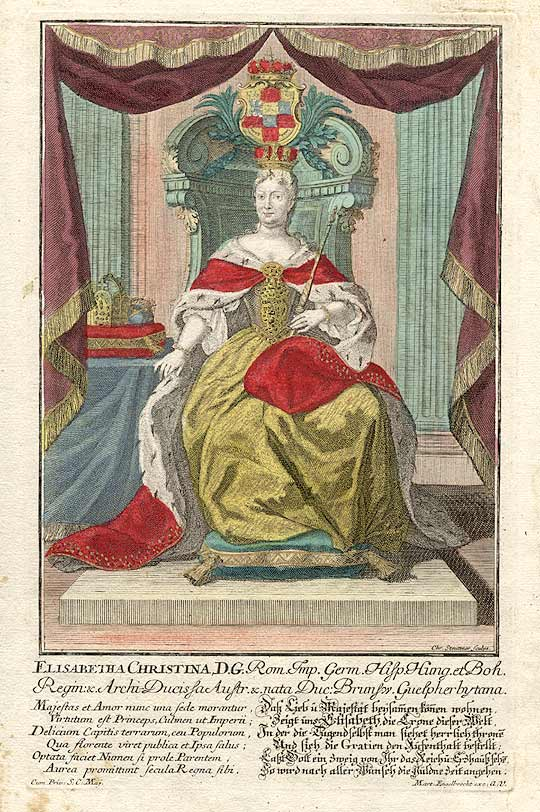
L'impératrice Élisabeth-Christine, gravure de Martin Engelbrecht vers 1745.

Sa mère lui apporte tout son soutien. Elle a transmis à sa fille non seulement sa beauté mais aussi l'énergie et le courage qui anime la jeune femme pendant la difficile guerre de Succession d'Autriche qui embrase l'Europe peu après l'avènement de Marie-Thérèse, les alliés de la veille devenant les ennemis du jour.

### Une grande héritière
Peu après le début de la guerre, en mars 1741, est né l'héritier tant attendu. Il est convenu entre Marie-Thérèse et Élisabeth-Christine que le nourrisson recevrait en action de Grâce le prénom du père nourricier du Christ, Joseph. La jeune impératrice met ainsi au monde un enfant presque chaque année et ce, même après la paix qui lui conserve ses états (1748). La dynastie est sauvée. 
En 1744, l'archiduchesse Marie-Anne épouse le prince Charles-Alexandre de Lorraine, frère de François. Le jeune couple, à qui a été confié la régence des Pays-Bas autrichiens, part pour Bruxelles. L'impératrice-mère apprend bientôt la grossesse de sa seconde fille. La jeune régente meurt en couches peu avant Noël. L'impératrice et sa mère sont profondément affectée par cette épreuve. La santé de l'impératrice-mère en est durablement affectée.  
Son gendre est finalement élu empereur en 1745 mais c'est Marie-Thérèse qui tient les rênes du pouvoir. En revanche, économiste averti, l'Empereur, par des placements judicieux, fait la fortune des Habsbourg récemment reconvertis en Habsbourg-Lorraine. En 1748, la paix est signée. Hormis la Silésie qui reste à la Prusse, Marie-Thérèse a sauvé le patrimoine et le prestige de sa Maison. Mère de sept enfants vivants dont trois fils, elle a assuré l'avenir de sa dynastie.
L'impératrice Élisabeth-Christine meurt à Vienne le 21 décembre 1750, et est inhumée dans la crypte des Capucins, où reposent traditionnellement les dépouilles des membres de la Maison Impériale.

## Descendance
- Léopold (1716-1716) ;
- Marie-Thérèse (1717-1780), mariée en 1736 à François III, duc de Lorraine et de Bar et grand-duc de Toscane, élu Empereur en 1745 ;
- Marie-Anne (1718-1744), mariée en 1744 à Charles-Alexandre de Lorraine (1712-1780), gouverneur des Pays-Bas ;
- Marie-Amélie (1724-1730).